# Kornhamn
Kornhamn (ældre form Kornhaffn) var en havn i Gamla stan. Den var i middelalderen Stockholms havn mod Mälaren, og lå hvor Järntorget ligger i dag. Kornhamn er også navnet for kajområdet mod Söderström i det moderne Stockholm.
I middelalderen havde Stadsholmen (Gamla stan) to vigtige havne. Begge lå på Stadsholmens sydlige del. Mod vest lå Kornhamn for søfart til og fra Mälaren. Mod øst lå Kogghamn, som var den internationale havn, hvor de store kogger i Hansatiden lagde til. Mellem de to havne voksede der et handelsområde for import og eksport af varer frem. Eksporten bestod hovedsageligt af kobber og jern fra Bergslagen samt huder, pelsværk, tørret/saltet fisk og smør. Næsten ingen varer blev produceret i selve Stockholm.
I Kornhamn (år 1427 Kornhaffn) blev kornet som kom til byen fra Mälarhavnene losset. Det blev oplagret på det torv som da blev kaldt Korntorget. Kornhavnen blev også berørt af jerneksporten og torvet blev brugt som oplagringsplads for jern. I gamle protokoller fra Stockholm fremgår det at efter 1490 blev navnet Järntorget anvendt mere og mere. Korntorget omtales sidste gang i 1513.
Det nuværende Kornhamnstorg blev anlagt lidt længere mod vest, sandsynligvis i 1630'erne i forbindelse med byreguleringen af den sydvestlige del af Stadsholmen som var blevet ødelagt under branden i 1625. Kajområdet syd for Kornhamnstorg mellem Munkbroleden og Söderström har fra 1935 haft navnet Kornhamn.